# Игнатовский сельсовет (Куровской район)
Игнатовский сельсовет — упразднённая административно-территориальная единица, существовавшая на территории Московской губернии и Московской области до 1954 года.
Игнатовский сельсовет был образован в первые годы советской власти. По данным 1919 года он входил в состав Беззубовской волости Богородского уезда Московской губернии.
5 января 1921 года Беззубовская волость была передана в Егорьевский уезд Рязанской губернии.
4 мая 1922 года Егорьевский уезд был передан в состав Московской губернии.
22 июня 1922 года Беззубовская волость была упразднена и Игнатовский с/с отошёл к Ильинской волости.
16 ноября 1926 года из Игнатовского с/с был выделен Зевневский с/с.
По данным 1926 года в состав сельсовета входили деревни Зевнево и Игнатово.
В 1929 году Игнатовский с/с был отнесён к Егорьевскому району Орехово-Зуевского округа Московской области. При этом к нему был присоединён Зевневский с/с. Однако вскоре Игнатовский с/с был передан в Куровской район.
17 июля 1939 года к Игнатовскому с/с было присоединено селение Ботагово упразднённого Ботаговского с/с.
14 июня 1954 года Игнатовский с/с был упразднён. При этом его территория была передана в Беззубовский с/с.